# Загреб (эсминец)
«Загреб» (серб. Загреб) — югославский эсминец типа «Београд» времён Второй мировой войны.

## История

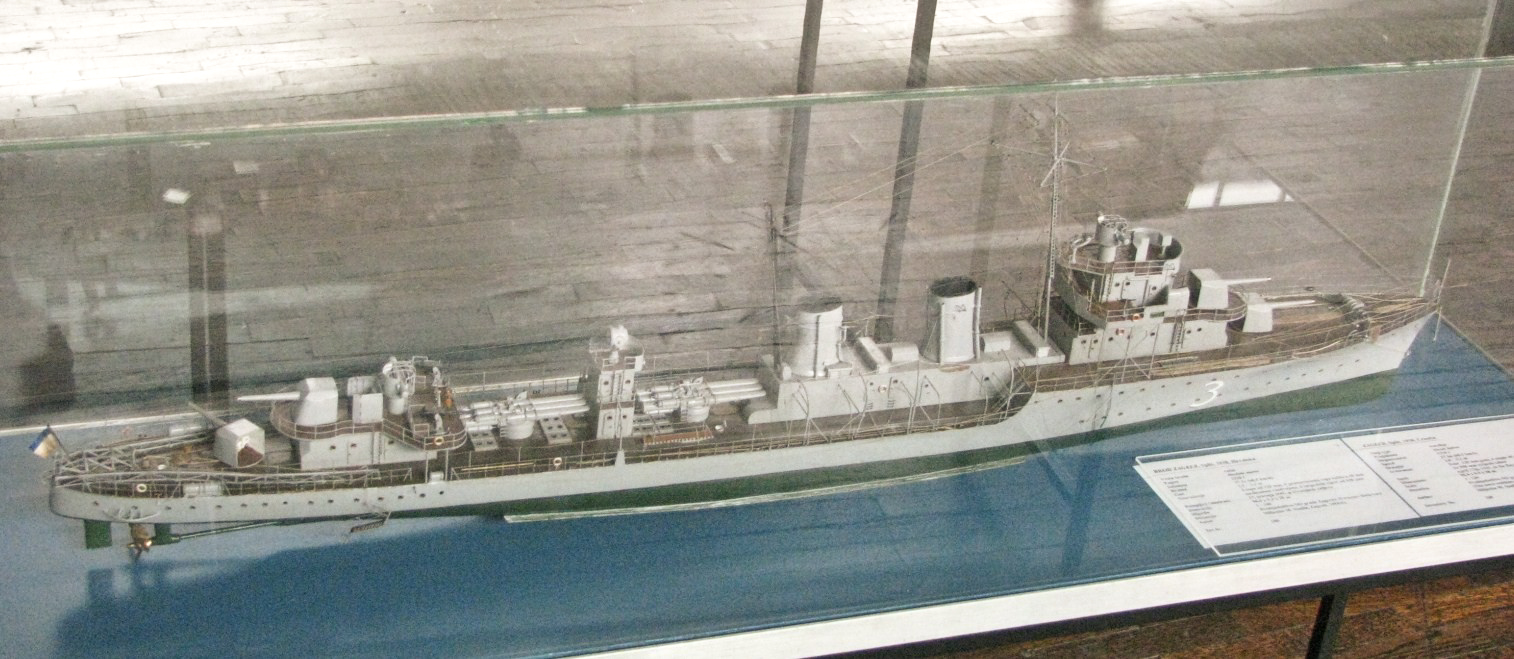
Модель эсминца справа-сверху в Техническом музее Загреба

Накануне ввода в строй большого эсминца «Дубровник» представители Министерства военно-морских сил поручили английской компании «Yarrow Shipbuilders» строительство небольшого, но эффективного эсминца. Вооружение для судна поставляла чехословацкая фирма «Шкода» (4 x 120-мм орудия, 4 x 40-мм зенитных орудия, 2 x 15-мм пулемёта), а главной энергетической установкой занимались компании из Великобритании: всё та же «Yarrow Shipbuilders» (3 котла Yarrow) и «Parsons Marine Steam Turbine Company» (2 паровые турбины). Водоизмещение 1210 тонн (стандартное), 1655 т (полное).
Строительство было начато 30 марта 1938 и завершилось 5 августа 1939. После начала Югославской операции возникла опасность захвата корабля итальянцами. 17 апреля 1941 итальянцы совершили авианалёт на доки в Которском заливе. Несмотря на попытки захватить суда, югославы потопили корабль: Сергей Машера и Милан Спасич затопили «Загреб», заплатив за это собственным жизнями.

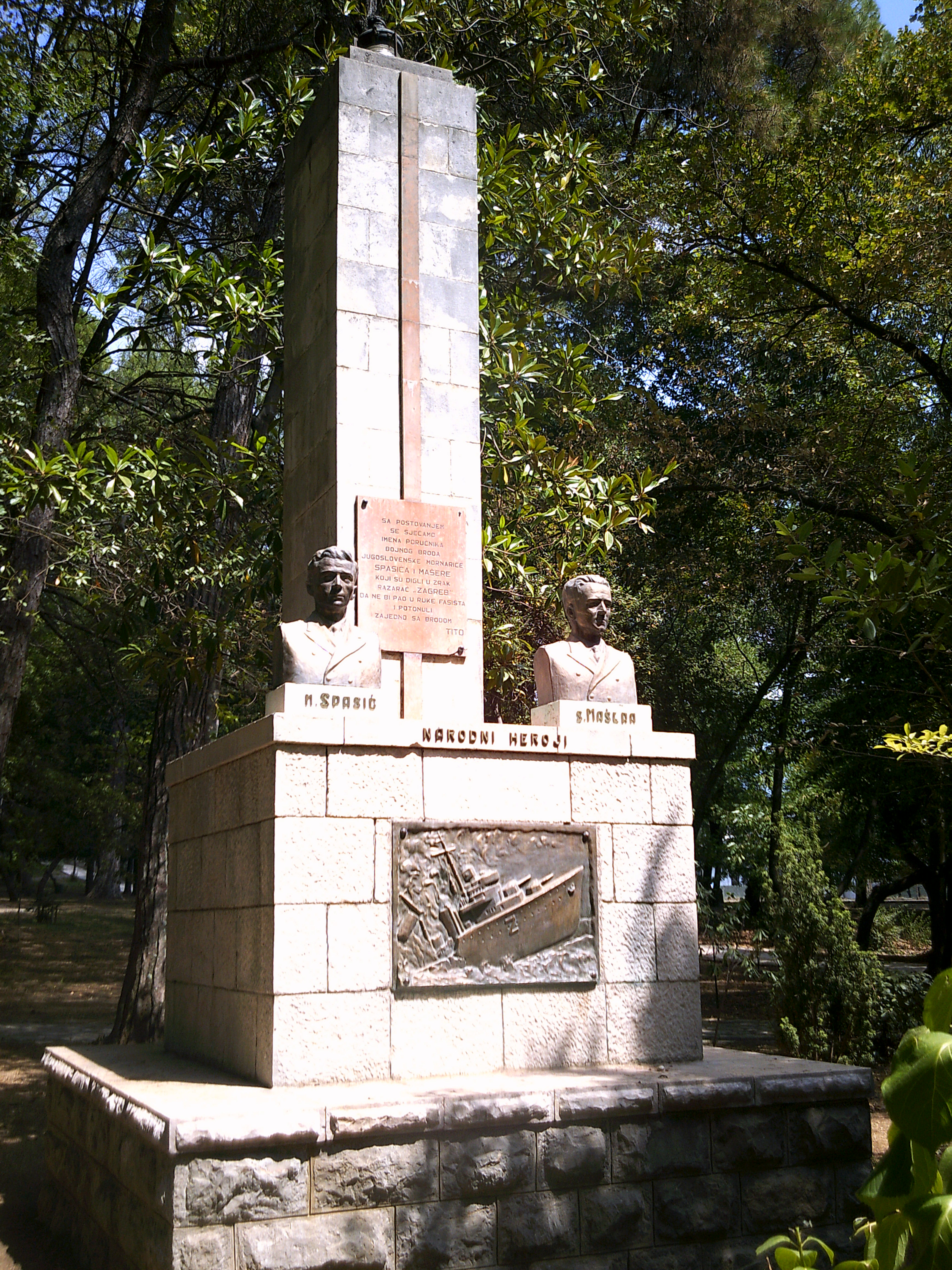
Памятник в Тивате

10 сентября 1973 их посмертно наградили званиями Народных героев Югославии. В Тивате был поставлен памятник морякам, а в пригороде Белграда Жарково появились улицы Милана Спасича и Сергея Машеры. С 1967 года Морской музей в Пиране носит имя Сергея Машеры.
Части корабля, поднятые со дна залива, можно увидеть в Морском музее в Которе.
Модель эсминца находится в Техническом музее Загреба и Военном музее Белграда.